# Šiša Pangma
Šiša Pangma (v úředním přepisu ČLR tibetštiny do latinky Xixabangma, čínsky 希夏邦马峰, pchin-jin Xīxiàbāngmǎ Fēng, v české transkripci si-sia-pang-ma feng, anglicky Shishapangma) je čtrnáctou nejvyšší horou světa a zároveň nejnižší osmitisícovkou (8027 m, uvádí se též 8013 m). Nachází se v jižní části středního Tibetu asi 120 km západně od masívu Mount Everestu a 11 km od hranic Nepálu.
Původní tibetský název hory shi sha sbang ma znamená „vrchol (hřeben) nad travnatými planinami“. čínský název Xīxiàbāngmǎ Fēng 希夏幫馬峰 je fonetickým přepisem názvu tibetského. V Sanskrtu je hora nazvaná Gosainthan, což lze přeložit jako „svaté místo“.

## Výstupy
Šiša Pangma má tři vrcholy – hlavní (8027 m), centrální (8008 m) a západní (7968 m) spojené sněhovými hřebeny. Z vrcholů spadají čtyři úbočí: JZ, JV, SV, SZ.
V roce 1964 se  Šiša Pangma stala poslední zdolanou osmitisícovkou. Poprvé její vrchol zdolala 2. května 1964 čínská horolezecká expedice ve složení Xǔ Jìng 许竞 (vedoucí výpravy), Zhāng Jùnyán 张俊岩, Wáng Fùzhōu 王富洲, Wū Zōngyuè 邬宗岳, Chén Sān 陈三, Soinam Dorjê (Suǒnán Duōjí 索南多吉), Chéng Tiānliàng 程天亮, Migmar Zhaxi (Mǐmǎ Zháxī 米马扎西), Dorjê (Duōjí 多吉) a Yún Dēng 云登.
Protože hora leží celá v Tibetu, byla pro cizince nepřístupná až do roku 1980, kdy podruhé a potřetí vystoupili na její vrchol Němci (na jaře) a Rakušané (na podzim). Další rok – 1981 – vystoupila na vrchol první žena – Junko Tabei z Japonska. Tyto i následující expedice vytvořily několik variant klasické čínské cesty v její horní části, kde křižuje SV úbočí.
- 1982 – Britové Doug Scott, Roger Barter-Jones a Alex McIntyre zlezli JZ stěnu pravým kuloárem alpským stylem. Sestoupili poté J hřebenem a pravou částí JZ stěny.
- 1987 – Poláci Jerzy Kukuczka a Artur Hajzer vystoupili na vrchol Z hřebenem alpským stylem.
- 1987 – Brit Alan Hinkes a Američan Steve Untch otevřeli novou cestu v SZ stěně alpským stylem.
- 1989 – Andrej Štremfelj a Pavle Kozjek ze Slovinska zlezli novou trasu centrálním pilířem JZ stěny alpským stylem.
- 1990 – Wojciech Kurtyka (Polsko), Erhard Loretan a Jean Troillet (Švýcarsko) zdolali centrální vrchol hory (8008 m) novou cestou levým kuloárem JZ stěny alpským stylem za 24 hodin. Jejich výstup o čtyři roky později opakovali Erik Decamp a Catherine Destivelle z Francie.
- 1990 – Mezinárodní výprava L’esprite d’equipe ve složení Alan Hinkes (Velká Británie), Josef Rakoncaj (Československo), Mauro Rossi (Itálie), Pierre Royer, Frédéric Valet, Benoît Chamoux, Yves Detry (všichni z Francie) otevřela novou cestu levým kuloárem SZ stěny k centrálnímu vrcholu (8008 m).
- 1993 – Krzysztof Wielicki z Polska zlezl pravý kuloár JZ stěny alpským stylem sólo.
- 1995 – Španělé Carles Figueras a Josep Permané otevřeli novou cestu nazvanou Corredor Girona vpravo od Wielického cesty.
- 2002 – Korejci Park Jun Hun a Kang Yeon Ryoung zlezli JZ stěnu vlevo od Slovinské cesty alpským stylem.
- 2005 – Piotr Morawski (Polsko) a Simone Moro (Itálie) dokončili první zimní výstup (15. ledna) na Šiša Pangmu španělskou cestou Corredor Girona. Krátce před nimi vystoupil sólo Britskou cestou v JZ stěně Francouz Jean-Christophe Lafaille. Protože výstup dokončil 11. prosince 2004, tedy před začátkem kalendářní zimy, nebyl jeho výstup uznán jako první zimní, ale „jen“ jako výstup „v zimních podmínkách“.

### Výstupy českých horolezců
(klasickou čínskou cestou S hřebenem, není-li uvedeno jinak)
- 1990 – Josef Rakoncaj (francouzsko-italsko-britsko-český prvovýstup severní stěnou na centrální vrchol)
- 1995 – Oldřich Rypl, Stanislav Šilhán (česko-italská expedice); Petr Skřivánek, Josef Šimůnek
- 1997 – Renata Chlumská (centrální vrchol, švédská horolezkyně)[2]
- 2002 – Petr Novák, Milan Sedláček (Novák sjel ze 7500 metrů na lyžích)
- 2004 – Radek Jaroš, Zdeněk Hrubý, Martin Minařík, Petr Mašek (britská cesta JZ stěnou alpským stylem, ocenění ČHS jako výstup roku)
- 2004 – Ladislav Drda, Josef Skala, Olga Nováková, Zuzana Hofmannová, Pavel Matoušek, Josef Milfait (ze severní strany)[3]
- 2005 – Milan Pěgřimek, Petr Oczko, Věslav Chrzaszcz